# Peter Leibfried
Peter Leibfried (* 10. Juni 1947 in Ludwigshafen am Rhein; † 12. November 2014 in Trippstadt) war ein deutscher Politiker der SPD.

## Leben und Ausbildung
Leibfried besuchte die Volksschule in Ludwigshafen am Rhein und machte dort eine Verwaltungslehre. Später studierte er an der Verwaltungs- und Wirtschaftsakademie in Ludwigshafen am Rhein und erwarb Abschlüsse als Diplom-Verwaltungswirt und Betriebswirt sowie das Verwaltungsdiplom. Er war Amtmann in Ludwigshafen und Bad Dürkheim.

## Politische Tätigkeiten
Von 1980 bis 2000 war er Bürgermeister der Verbandsgemeinde Kaiserslautern-Süd, von 1989 bis 2002 Mitglied des Kreistages und Kreisdeputierter des Landkreises Kaiserslautern. Er war zeitweise Fraktionsführer der SPD-Fraktion im Kreistag sowie Sprecher des Gemeinde- und Städtebundes Rheinland-Pfalz.
Nach der Wiedervereinigung berief die thüringische Staatskanzlei ihn zum Staatskommissar. Er war von 2001 bis 2004 Staatsbeauftragter beim Abwasserverband Vieselbach. Von 2002 bis 2006 war er Staatskommissar in Blankenhain. Dort organisierte er die Kommunalverwaltung neu und half, die Gemeinde zu entschulden.

## Auszeichnungen
- Träger des Wappenschildes des Landkreises Kaiserslautern.

## Nachweis
"DIE RHEINPFALZ" vom 9. Juni 2014
„DIE RHEINPFALZ“ vom 20. November 2014
| Personendaten    | Personendaten                     |
| ---------------- | --------------------------------- |
| NAME             | Leibfried, Peter                  |
| KURZBESCHREIBUNG | deutscher Kommunalpolitiker (SPD) |
| GEBURTSDATUM     | 10. Juni 1947                     |
| GEBURTSORT       | Ludwigshafen am Rhein             |
| STERBEDATUM      | 12. November 2014                 |
| STERBEORT        | Trippstadt                        |